# Centrale thermique de Saint-Leu-d'Esserent
 (avril 2020).
Si vous disposez d'ouvrages ou d'articles de référence ou si vous connaissez des sites web de qualité traitant du thème abordé ici, merci de compléter l'article en donnant les références utiles à sa vérifiabilité et en les liant à la section « Notes et références ».
 (octobre 2020).
La centrale thermique de Saint-Leu-d'Esserent est un ancien site de production d'électricité situé près de Saint-Leu-d'Esserent, dans le département de l'Oise.
Le chantier de la centrale est lancé par EDF sous la direction de la R.E.T. II (Région d'Équipement Thermique II de Saint-Denis) de 1953 à 1957.
La centrale est constituée de 4 tranches de 125MW au charbon.
La centrale est raccordée au réseau électrique national au travers du poste de Creil-Carrière (225kV/63kV).
Le site sert également pour la logistique des pièces de centrales thermiques et nucléaires d'EDF.